# 福田彩乃
福田 彩乃（ふくだ あやの、1988年9月18日 - ）は、日本の女性タレント、ものまねタレントである。愛知県豊田市出身。

## 略歴
豊田市立末野原中学校で生徒会副会長を務め、愛知県立豊野高等学校でチアダンスサークルを始め、それぞれを卒業する。地元スーパーマーケットの精肉店やエステティックサロンなどで勤務ののちにトヨタ系企業で派遣社員として勤務するも、2009年にリーマン・ショックの影響で失業し、再就職を試みる折に芸能事務所アミューズ主催の『アミューズ全国オーディション2009「THE PUSH!マン 〜あなたの周りのイケてる子募集〜」』へ応募し、31514人の中からバラエティ部門賞に選出される。
2025年3月31日にアミューズ退所。

## 人物
趣味は、絵画・ドライブ・カート・スノーボード。特技は、自画像。
目標とする芸能人は関根勤で、2012年3月16日放送分の『はなまるマーケット』内「はなまるカフェ」へ出演時に関根から応援コメントが寄せられて感涙する。2015年11月に出身地の豊田市が「WE LOVE とよた スペシャルサポーター」に任命する。

## 私生活
2020年4月30日、一般男性との結婚を発表。バービーの自宅で開催されたホムパ合コンにて知り合ったバービーの夫の友人であり
、義父は元八王子市市長の石森孝志。
2021年12月4日、第1子妊娠を報告。2022年4月30日、第1子の出産を報告。
2025年7月12日、第2子妊娠を報告。

## 趣味と嗜好
実家はトヨタ自動車の本拠地である豊田市にあり、父の嗜好も影響して元来より自動車を好み、企業勤務時代の同僚でテストドライバーの交際相手から操作技術を習得し、日産自動車のウェブCM企画で2014年12月に国内A級ライセンスを取得してレースに参加している。
化粧品成分スペシャリスト2級を所持している。

## ものまね
長澤まさみ、吉高由里子など女優のものまねを十八番としている一方で、ニワトリなど声帯模写も得意とする。2012年2月11日放送分の『お願い!ランキングGOLD』「人気ものまね芸人60人が本気で選んだ! スゴイと思うものまね芸人ランキング」特集の「40歳以上のベテランものまね芸人選出によるヤング部門」で、芸歴18年の原口あきまさに次ぎ芸歴2年ながら2位に順位される。2013年1月27日放送の『情熱大陸』が新レパートリーとして常盤貴子を真似る様子を密着取材し、番組中に生放送でTwitterから視聴者の感想を募る。

## ものまねレパートリー
あ行
- 蒼井優
- 安達祐実
- 天海祐希
- 安室奈美恵
- 絢香
- 綾瀬はるか
- 石原さとみ
- イルカ
- 上戸彩
- 上野樹里
- 馬

か行
- 金田朋子
- 香里奈
- 北川景子
- 吉瀬美智子
- 倖田來未

さ行
- 沢尻エリカ
- 篠原涼子
- 柴咲コウ
- 白くまの赤ちゃん
- 陣内貴美子
- スザンヌ
- 鈴木亜美
- 芹那

た行
- 高畑淳子
- 滝川クリステル
- 武井咲
- 竹内まりや
- 竹内結子
- 田中みな実
- 檀れい
- 地方局の女子アナ
- キャサリン（友近）
- 常盤貴子

な行
- 中島美嘉
- 中島みゆき
- 仲間由紀恵
- 長澤まさみ
- 夏目三久
- ニワトリ

は行
- ハワイのサル
- ヒツジとヤギ
- 深田恭子
- 深津絵里
- フグ田タラオ（サザエさんより）
- 藤田ニコル
- ボビー・オロゴン
- 堀北真希

ま行
- 前田敦子（キンタロー。）
- 松下由樹
- 松嶋菜々子
- 松田宣浩（ソフトバンク）
- 松任谷由実
- 真矢みき
- 水野美紀
- 満島ひかり
- 森泉
- 森高千里

や行
- 八木かなえ
- 山口もえ
- YOU
- 吉岡聖恵（いきものかがり）
- 吉高由里子

ら行
- ローラ

## 出演
太字は現在出演中

### テレビ
- 爆笑!ものまねウォーズ 第2回〜第5回（TBS、2011年1月2日 - 2012年5月3日）
- MOTEL 〜欲しがる男女のモテ学〜（関西テレビ、2011年4月21日 - 6月30日）
- 資格☆はばたく（NHK Eテレ、2011年6月）マンスリーゲスト
- ULALAナナパチ（TOKYO MX、2011年10月3日 - 2012年3月26日）「今日のイケメン」リポーター
- ものまねグランプリ[注 2] 第9回「ザ・サバイバル」〜（日本テレビ、2011年10月4日 - ）
- ハッピーMusic（日本テレビ、2012年4月6日 - 2013年3月29日）「ハッピーMusicSTORE」店員（不定期出演）
- 脳活アップデートQ!スマートモンキーズ!!（フジテレビ、2012年4月8日 - 9月30日）レギュラー解答者
- 幸せの黄色い仔犬（中京テレビ、2012年4月8日 - 2013年9月29日）ロケ担当
- ぷれサタ!（東海テレビ、2012年4月14日 - 2013年3月16日）隔週レギュラー
- 福田彩乃のハツモノ（東海テレビ、2015年10月7日 - 2017年3月29日）
- BSコンシェルジュMC（NHK総合テレビ、2016年 - 2021年3月19日）
- 福田彩乃は洗車ができない!?（BSフジ、2019年8月3日 - 2019年12月28日）

### テレビドラマ
- 華和家の四姉妹（TBS、2011年7月10日 - 9月18日） - 福島万希 役
- ATARU 第8話（TBS、2012年6月3日） - 叶夏美 役
- ほんとにあった怖い話 夏の特別編2012「或る夏の出来事」（フジテレビ、2012年8月18日） - 田所沙紀 役
- 結婚しない（フジテレビ、2012年10月11日 - 12月20日） - 鈴村真里子 役
- TAKE FIVE〜俺たちは愛を盗めるか〜（TBS、2013年4月19日 - 6月21日） - 柿沢なな 役
- 安堂ロイド〜A.I. knows LOVE?〜 第1話（TBS、2013年10月13日） - ラプラス 役
- 金田一少年の事件簿N(neo) 第2話（日本テレビ、2014年7月26日） - 菊川梢 役
- 平成猿蟹合戦図（WOWOW、2014年11月15日 - 12月20日） - 真島美月 役
- まっしろ 第1話・第7話（2015年1月13日・2月24日、TBS） - 野々村（安川）ひろみ 役
- まれ（2015年） - 植田弥生 役
- トットてれび 第1話・第2話（2016年4月30日 - 5月7日、NHK） - 里見京子 役
- 居酒屋ぼったくり（2018年4月14日 - 6月23日、BS12 トゥエルビ） - アキ 役

### ラジオ
- 石井あす香と福田彩乃のグリーンルームへようこそ!（FM西東京、2011年2月7日 - ）
- 荒牧陽子・福田彩乃 すっぴんラジオ（文化放送、2012年6月3日）
- 福田彩乃 ものまね丼（山形放送、山梨放送、新潟放送、静岡放送、四国放送、高知放送、長崎放送 ほか全国AMラジオ局）
  - 福田彩乃 オールスター紅白ものまね合戦!（「ものまね丼」の年末年始恒例企画。単発ネットの局あり）
- SOUNDS OF STORY〜ASADA JIRO LIBRARY〜　「昔の男」（J-WAVE、2014年2月1日） - 朗読[18]
- 福田彩乃のオールナイトニッポンR（ニッポン放送、2015年7月4日深夜・2016年8月27日深夜）

### 映画
- 劇場版 仮面ライダーウィザード in Magic Land（2013年8月3日公開、東映） - 扉の声 役
- ヒロイン失格（2015年9月19日公開、ワーナー・ブラザース映画） - 中島杏子 役

### 舞台
- 朗読劇「『芸人交換日記』〜リーディングシアター〜」（2013年3月、大阪ビジネスパーク円形ホール）
- 2LDK -2013-（2013年10月、俳優座劇場）[19]
- 三婆（2016年11月、新橋演舞場） - お花 役[20]

### ネット配信
- アベマショーゴ（2016年12月5日 - 2017年3月24日、AbemaTV） - 月曜MC[21]
- イヌネコ依存中  (2018年2月23日 - 4月27日、Amazonプライム・ビテオ)[22]
- BEAUTY THE BIBLE（2019年12月-、Amazonプライム）- MC

### PV
- IsamU「100回泣くこと」（2013年1月16日）

### 声の出演
- サイレントヒル: リベレーション3D（2013年7月12日、プレシディオ） - ヘザー・メイソン / アレッサ（アデレイド・クレメンス） 役 ※劇場公開時のみ
- 劇場版 仮面ライダーウィザード in Magic Land（2013年8月3日、東映） - 喋る扉 役
- キャプテンハーロック -SPACE PIRATE CAPTAIN HARLOCK-（2013年9月7日、東映） - トリさん 役
- マレフィセント（2014年7月5日、ウォルト・ディズニー・スタジオ・ジャパン） - ノットグラス（イメルダ・スタウントン）、シスルウィット（ジュノー・テンプル）、フリットル（レスリー・マンヴィル） 役 ※1人3役
- マレフィセント2（2019年10月18日、ウォルト・ディズニー・スタジオ・ジャパン） - ノットグラス（イメルダ・スタウントン）、シスルウィット（ジュノー・テンプル）、フリットル（レスリー・マンヴィル） 役 ※1人3役[23]